# Seis días de Pittsburgh
Los Seis días de Pittsburgh fue una carrera de ciclismo en pista, de la modalidad de seis días, que se corrió en Pittsburgh (Estados Unidos). Su primera edición data de 1908 y duró hasta 1940, con algunos paréntesis.

## Palmarés
| Año       | Ganadores                                     | Segundos                                | Terceros                                         |
| --------- | --------------------------------------------- | --------------------------------------- | ------------------------------------------------ |
| 1908      | Willy Fenn Frank Kramer                       | Iver Lawson Eddy Root                   | Walter Bardgett Frank Galvin                     |
| 1909-1933 | ediciones no realizadas                       |                                         |                                                  |
| 1934 (1)  | William Peden Jules Audy                      | Frank Bartell Piet van Kempen           | Anthony Beckman Reginald McNamara                |
| 1934 (2)  | William Peden Jimmy Walthour                  | Gustav Kilian Heinz Vopel               | Sydney Cozens William Peden                      |
| 1935 (1)  | Alfred Crossley Jimmy Walthour Charles Winter | James Corcoran Jack McCoy Henry O'Brien | Reginald Fielding Fred Ottevaire Piet van Kempen |
| 1935 (2)  | Gustav Kilian Heinz Vopel                     | Alfred Crossley Charles Winter          | Henri Lepage William Peden                       |
| 1936      | edición no realizada                          |                                         |                                                  |
| 1937      | Jules Audy Heinz Vopel                        | Douglas Peden William Peden             | Laurent Gadou Gustav Kilian                      |
| 1938      | Alfred Crossley Jimmy Walthour                | Fred Ottevaire Cecil Yates              | Jules Audy Ernst Bühler                          |
| 1939      | edición no realizada                          |                                         |                                                  |
| 1940      | Robert Thomas Jimmy Walthour                  | Douglas Peden William Peden             | Jules Audy Heinz Vopel                           |